# Danh sách tập phim Truyện kinh dị Mỹ

tiêu đề American Horror Story với font chữ đặc trưng

Truyện kinh dị Mỹ (còn được biết đến với tên tiếng Anh là American Horror Story hoặc viết tắt là AHS) là một chuỗi các phim truyền hình ngắn độc lập kinh dị của Mỹ được sáng tạo và sản xuất bởi Ryan Murphy và Brad Falchuk đã ra mắt ngày 5 tháng 10 năm 2011. Các mùa phim trong serie độc lập với nhau dưới dạng một serie ngắn, với các nhân vật và bối cảnh khác nhau, với nội dung có "mở-thân-kết" riêng biệt."

## Tổng quan
| Mùa | Mùa | Title              | Số tập | Số tập | Phát sóng gốc        | Phát sóng gốc        |
| Mùa | Mùa | Title              | Số tập | Số tập | Phát sóng lần đầu    | Phát sóng lần cuối   |
| --- | --- | ------------------ | ------ | ------ | -------------------- | -------------------- |
|     | 1   | Nhà sát nhân       | 12     | 12     | 5 tháng 10 năm 2011  | 21 tháng 12 năm 2011 |
|     | 2   | Nhà điên           | 13     | 13     | 17 tháng 10 năm 2012 | 23 tháng 1 năm 2013  |
|     | 3   | Hội phù thủy       | 13     | 13     | 9 tháng 10 năm 2013  | 29 tháng 1 năm 2014  |
|     | 4   | Gánh xiếc quái dị  | 13     | 13     | 8 tháng 10 năm 2014  | 21 tháng 1 năm 2015  |
|     | 5   | Khách sạn          | 12     | 12     | 7 tháng 10 năm 2015  | 13 tháng 1 năm 2016  |
|     | 6   | Thuộc địa Roanoke  | 10     | 10     | 14 tháng 9 năm 2016  | 16 tháng 11 năm 2016 |
|     | 7   | Hội kín            | 11     | 11     | 5 tháng 9 năm 2017   | 14 tháng 11 năm 2017 |
|     | 8   | Tận thế            | 10     | 10     | 12 tháng 9 năm 2018  | 14 tháng 11 năm 2018 |
|     | 9   | 1984               | 9      | 9      | 18 tháng 9 năm 2019  | 13 tháng 11 năm 2019 |
|     | 10  | Hai câu chuyện     | 10     | 10     | 25 tháng 8 năm 2021  | 20 tháng 10 năm 2021 |
|     | 11  | Thành phố New York | 10     | 10     | 19 tháng 10 năm 2022 | TBA                  |

## Tập phim

### Mùa 1: Nhà sát nhân (2011)
| TT. tổng thể | TT. trong mùa phim | Tiêu đề               | Đạo diễn            | Biên kịch                  | Ngày phát hành gốc   | Mã sản xuất | Người xem tại US (triệu) |
| ------------ | ------------------ | --------------------- | ------------------- | -------------------------- | -------------------- | ----------- | ------------------------ |
| 1            | 1                  | "Pilot"               | Ryan Murphy         | Ryan Murphy & Brad Falchuk | 5 tháng 10 năm 2011  | 1ATS79      | 3.18                     |
| 2            | 2                  | "Home Invasion"       | Alfonso Gomez-Rejon | Ryan Murphy & Brad Falchuk | 12 tháng 10 năm 2011 | 1ATS01      | 2.46                     |
| 3            | 3                  | "Murder House"        | Bradley Buecker     | Jennifer Salt              | 19 tháng 10 năm 2011 | 1ATS02      | 2.59                     |
| 4            | 4                  | "Halloween (Part 1)"  | David Semel         | James Wong                 | 26 tháng 10 năm 2011 | 1ATS03      | 2.96                     |
| 5            | 5                  | "Halloween (Part 2)"  | David Semel         | Tim Minear                 | 2 tháng 11 năm 2011  | 1ATS04      | 2.74                     |
| 6            | 6                  | "Piggy Piggy"         | Michael Uppendahl   | Jessica Sharzer            | 9 tháng 11 năm 2011  | 1ATS05      | 2.83                     |
| 7            | 7                  | "Open House"          | Tim Hunter          | Brad Falchuk               | 16 tháng 11 năm 2011 | 1ATS06      | 3.06                     |
| 8            | 8                  | "Rubber Man"          | Miguel Arteta       | Ryan Murphy                | 23 tháng 11 năm 2011 | 1ATS07      | 2.81                     |
| 9            | 9                  | "Spooky Little Girl"  | John Scott          | Jennifer Salt              | 30 tháng 11 năm 2011 | 1ATS08      | 2.85                     |
| 10           | 10                 | "Smoldering Children" | Michael Lehmann     | James Wong                 | 7 tháng 12 năm 2011  | 1ATS09      | 2.54                     |
| 11           | 11                 | "Birth"               | Alfonso Gomez-Rejon | Tim Minear                 | 14 tháng 12 năm 2011 | 1ATS10      | 2.59                     |
| 12           | 12                 | "Afterbirth"          | Bradley Buecker     | Jessica Sharzer            | 21 tháng 12 năm 2011 | 1ATS11      | 3.22                     |

### Mùa 2: Nhà điên (2012)
| TT. tổng thể | TT. trong mùa phim | Tiêu đề                      | Đạo diễn            | Biên kịch       | Ngày phát hành gốc   | Mã sản xuất | Người xem tại U.S. (triệu) |
| ------------ | ------------------ | ---------------------------- | ------------------- | --------------- | -------------------- | ----------- | -------------------------- |
| 13           | 1                  | "Welcome to Briarcliff"      | Bradley Buecker     | Tim Minear      | 17 tháng 10 năm 2012 | 2ATS01      | 3.85                       |
| 14           | 2                  | "Tricks and Treats"          | Bradley Buecker     | James Wong      | 24 tháng 10 năm 2012 | 2ATS02      | 3.06                       |
| 15           | 3                  | "Nor'easter"                 | Michael Uppendahl   | Jennifer Salt   | 31 tháng 10 năm 2012 | 2ATS03      | 2.47                       |
| 16           | 4                  | "I Am Anne Frank (Part 1)"   | Michael Uppendahl   | Jessica Sharzer | 7 tháng 11 năm 2012  | 2ATS04      | 2.65                       |
| 17           | 5                  | "I Am Anne Frank (Part 2)"   | Alfonso Gomez-Rejon | Brad Falchuk    | 14 tháng 11 năm 2012 | 2ATS05      | 2.78                       |
| 18           | 6                  | "The Origins of Monstrosity" | David Semel         | Ryan Murphy     | 21 tháng 11 năm 2012 | 2ATS06      | 1.89                       |
| 19           | 7                  | "Dark Cousin"                | Michael Rymer       | Tim Minear      | 28 tháng 11 năm 2012 | 2ATS07      | 2.27                       |
| 20           | 8                  | "Unholy Night"               | Michael Lehmann     | James Wong      | 5 tháng 12 năm 2012  | 2ATS08      | 2.36                       |
| 21           | 9                  | "The Coat Hanger"            | Jeremy Podeswa      | Jennifer Salt   | 12 tháng 12 năm 2012 | 2ATS09      | 2.22                       |
| 22           | 10                 | "The Name Game"              | Michael Lehmann     | Jessica Sharzer | 2 tháng 1 năm 2013   | 2ATS10      | 2.21                       |
| 23           | 11                 | "Spilt Milk"                 | Alfonso Gomez-Rejon | Brad Falchuk    | 9 tháng 1 năm 2013   | 2ATS11      | 2.51                       |
| 24           | 12                 | "Continuum"                  | Craig Zisk          | Ryan Murphy     | 16 tháng 1 năm 2013  | 2ATS12      | 2.30                       |
| 25           | 13                 | "Madness Ends"               | Alfonso Gomez-Rejon | Tim Minear      | 23 tháng 1 năm 2013  | 2ATS13      | 2.29                       |

### Mùa 3: Hội phù thủy (2013)
| TT. tổng thể | TT. trong mùa phim | Tiêu đề                                | Đạo diễn            | Biên kịch                  | Ngày phát hành gốc   | Mã sản xuất | Người xem tại U.S. (triệu) |
| ------------ | ------------------ | -------------------------------------- | ------------------- | -------------------------- | -------------------- | ----------- | -------------------------- |
| 26           | 1                  | "Bitchcraft"                           | Alfonso Gomez-Rejon | Ryan Murphy & Brad Falchuk | 9 tháng 10 năm 2013  | 3ATS01      | 5.54                       |
| 27           | 2                  | "Boy Parts"                            | Michael Rymer       | Tim Minear                 | 16 tháng 10 năm 2013 | 3ATS02      | 4.51                       |
| 28           | 3                  | "The Replacements"                     | Alfonso Gomez-Rejon | James Wong                 | 23 tháng 10 năm 2013 | 3ATS03      | 3.78                       |
| 29           | 4                  | "Fearful Pranks Ensue"                 | Michael Uppendahl   | Jennifer Salt              | 30 tháng 10 năm 2013 | 3ATS04      | 3.71                       |
| 30           | 5                  | "Burn, Witch. Burn!"                   | Jeremy Podeswa      | Jessica Sharzer            | 6 tháng 11 năm 2013  | 3ATS05      | 3.80                       |
| 31           | 6                  | "The Axeman Cometh"                    | Michael Uppendahl   | Douglas Petrie             | 13 tháng 11 năm 2013 | 3ATS06      | 4.16                       |
| 32           | 7                  | "The Dead"                             | Bradley Buecker     | Brad Falchuk               | 20 tháng 11 năm 2013 | 3ATS07      | 4.00                       |
| 33           | 8                  | "The Sacred Taking"                    | Alfonso Gomez-Rejon | Ryan Murphy                | 4 tháng 12 năm 2013  | 3ATS08      | 4.07                       |
| 34           | 9                  | "Head"                                 | Howard Deutch       | Tim Minear                 | 11 tháng 12 năm 2013 | 3ATS09      | 3.94                       |
| 35           | 10                 | "The Magical Delights of Stevie Nicks" | Alfonso Gomez-Rejon | James Wong                 | 8 tháng 1 năm 2014   | 3ATS10      | 3.49                       |
| 36           | 11                 | "Protect the Coven"                    | Bradley Buecker     | Jennifer Salt              | 15 tháng 1 năm 2014  | 3ATS11      | 3.46                       |
| 37           | 12                 | "Go to Hell"                           | Alfonso Gomez-Rejon | Jessica Sharzer            | 22 tháng 1 năm 2014  | 3ATS12      | 3.35                       |
| 38           | 13                 | "The Seven Wonders"                    | Alfonso Gomez-Rejon | Douglas Petrie             | 29 tháng 1 năm 2014  | 3ATS13      | 4.24                       |

### Mùa 4: Gánh xiếc quái dị (2014)
| TT. tổng thể | TT. trong mùa phim | Tiêu đề                     | Đạo diễn            | Biên kịch                  | Ngày phát hành gốc   | Mã sản xuất | Người xem tại U.S. (triệu) |
| ------------ | ------------------ | --------------------------- | ------------------- | -------------------------- | -------------------- | ----------- | -------------------------- |
| 39           | 1                  | "Monsters Among Us"         | Ryan Murphy         | Ryan Murphy & Brad Falchuk | 8 tháng 10 năm 2014  | 4ATS01      | 6.13                       |
| 40           | 2                  | "Massacres and Matinees"    | Alfonso Gomez-Rejon | Tim Minear                 | 15 tháng 10 năm 2014 | 4ATS02      | 4.53                       |
| 41           | 3                  | "Edward Mordrake (Part 1)"  | Michael Uppendahl   | James Wong                 | 22 tháng 10 năm 2014 | 4ATS03      | 4.44                       |
| 42           | 4                  | "Edward Mordrake (Part 2)"  | Howard Deutch       | Jennifer Salt              | 29 tháng 10 năm 2014 | 4ATS04      | 4.51                       |
| 43           | 5                  | "Pink Cupcakes"             | Michael Uppendahl   | Jessica Sharzer            | 5 tháng 11 năm 2014  | 4ATS05      | 4.22                       |
| 44           | 6                  | "Bullseye"                  | Howard Deutch       | John J. Gray               | 12 tháng 11 năm 2014 | 4ATS06      | 3.65                       |
| 45           | 7                  | "Test of Strength"          | Anthony Hemingway   | Crystal Liu                | 19 tháng 11 năm 2014 | 4ATS07      | 3.91                       |
| 46           | 8                  | "Blood Bath"                | Bradley Buecker     | Ryan Murphy                | 3 tháng 12 năm 2014  | 4ATS08      | 3.30                       |
| 47           | 9                  | "Tupperware Party Massacre" | Loni Peristere      | Brad Falchuk               | 10 tháng 12 năm 2014 | 4ATS09      | 3.07                       |
| 48           | 10                 | "Orphans"                   | Bradley Buecker     | James Wong                 | 17 tháng 12 năm 2014 | 4ATS10      | 2.99                       |
| 49           | 11                 | "Magical Thinking"          | Michael Goi         | Jennifer Salt              | 7 tháng 1 năm 2015   | 4ATS11      | 3.11                       |
| 50           | 12                 | "Show Stoppers"             | Loni Peristere      | Jessica Sharzer            | 14 tháng 1 năm 2015  | 4ATS12      | 2.94                       |
| 51           | 13                 | "Curtain Call"              | Bradley Buecker     | John J. Gray               | 21 tháng 1 năm 2015  | 4ATS13      | 3.27                       |

### Mùa 5: Khách sạn (2015)
| TT. tổng thể | TT. trong mùa phim | Tiêu đề                       | Đạo diễn          | Biên kịch                  | Ngày phát hành gốc   | Mã sản xuất | Người xem tại U.S. (triệu) |
| ------------ | ------------------ | ----------------------------- | ----------------- | -------------------------- | -------------------- | ----------- | -------------------------- |
| 52           | 1                  | "Checking In"                 | Ryan Murphy       | Ryan Murphy & Brad Falchuk | 7 tháng 10 năm 2015  | 5ATS01      | 5.81                       |
| 53           | 2                  | "Chutes and Ladders"          | Bradley Buecker   | Tim Minear                 | 14 tháng 10 năm 2015 | 5ATS02      | 4.06                       |
| 54           | 3                  | "Mommy"                       | Bradley Buecker   | James Wong                 | 21 tháng 10 năm 2015 | 5ATS03      | 3.20                       |
| 55           | 4                  | "Devil's Night"               | Loni Peristere    | Jennifer Salt              | 28 tháng 10 năm 2015 | 5ATS04      | 3.04                       |
| 56           | 5                  | "Room Service"                | Michael Goi       | Ned Martel                 | 4 tháng 11 năm 2015  | 5ATS05      | 2.87                       |
| 57           | 6                  | "Room 33"                     | Loni Peristere    | John J. Gray               | 11 tháng 11 năm 2015 | 5ATS06      | 2.64                       |
| 58           | 7                  | "Flicker"                     | Michael Goi       | Crystal Liu                | 18 tháng 11 năm 2015 | 5ATS07      | 2.64                       |
| 59           | 8                  | "The Ten Commandments Killer" | Loni Peristere    | Ryan Murphy                | 2 tháng 12 năm 2015  | 5ATS08      | 2.31                       |
| 60           | 9                  | "She Wants Revenge"           | Michael Uppendahl | Brad Falchuk               | 9 tháng 12 năm 2015  | 5ATS09      | 2.14                       |
| 61           | 10                 | "She Gets Revenge"            | Bradley Buecker   | James Wong                 | 16 tháng 12 năm 2015 | 5ATS10      | 1.85                       |
| 62           | 11                 | "Battle Royale"               | Michael Uppendahl | Ned Martel                 | 6 tháng 1 năm 2016   | 5ATS11      | 1.84                       |
| 63           | 12                 | "Be Our Guest"                | Bradley Buecker   | John J. Gray               | 13 tháng 1 năm 2016  | 5ATS12      | 2.24                       |

### Mùa 6: Thuộc địa Roanoke (2016)
| TT. tổng thể | TT. trong mùa phim | Tiêu đề      | Đạo diễn              | Biên kịch                  | Ngày phát hành gốc   | Mã sản xuất | Người xem tại U.S. (triệu) |
| ------------ | ------------------ | ------------ | --------------------- | -------------------------- | -------------------- | ----------- | -------------------------- |
| 64           | 1                  | "Chapter 1"  | Bradley Buecker       | Ryan Murphy & Brad Falchuk | 14 tháng 9 năm 2016  | 6ATS01      | 5.14                       |
| 65           | 2                  | "Chapter 2"  | Michael Goi           | Tim Minear                 | 21 tháng 9 năm 2016  | 6ATS02      | 3.27                       |
| 66           | 3                  | "Chapter 3"  | Jennifer Lynch        | James Wong                 | 28 tháng 9 năm 2016  | 6ATS03      | 3.08                       |
| 67           | 4                  | "Chapter 4"  | Marita Grabiak        | John J. Gray               | 5 tháng 10 năm 2016  | 6ATS04      | 2.83                       |
| 68           | 5                  | "Chapter 5"  | Nelson Cragg          | Akela Cooper               | 12 tháng 10 năm 2016 | 6ATS05      | 2.82                       |
| 69           | 6                  | "Chapter 6"  | Angela Bassett        | Ned Martel                 | 19 tháng 10 năm 2016 | 6ATS06      | 2.48                       |
| 70           | 7                  | "Chapter 7"  | Elodie Keene          | Crystal Liu                | 26 tháng 10 năm 2016 | 6ATS07      | 2.62                       |
| 71           | 8                  | "Chapter 8"  | Gwyneth Horder-Payton | Todd Kubrak                | 2 tháng 11 năm 2016  | 6ATS08      | 2.20                       |
| 72           | 9                  | "Chapter 9"  | Alexis O. Korycinski  | Tim Minear                 | 9 tháng 11 năm 2016  | 6ATS09      | 2.43                       |
| 73           | 10                 | "Chapter 10" | Bradley Buecker       | Ryan Murphy & Brad Falchuk | 16 tháng 11 năm 2016 | 6ATS10      | 2.45                       |

### Mùa 7: Hội kín (2017)
| TT. tổng thể | TT. trong mùa phim | Tiêu đề                                       | Đạo diễn              | Biên kịch                  | Ngày phát hành gốc   | Mã sản xuất | Người xem tại US (triệu) |
| ------------ | ------------------ | --------------------------------------------- | --------------------- | -------------------------- | -------------------- | ----------- | ------------------------ |
| 74           | 1                  | "Election Night"                              | Bradley Buecker       | Ryan Murphy & Brad Falchuk | 5 tháng 9 năm 2017   | 7ATS01      | 3.93                     |
| 75           | 2                  | "Don't Be Afraid of the Dark"                 | Liza Johnson          | Tim Minear                 | 12 tháng 9 năm 2017  | 7ATS02      | 2.38                     |
| 76           | 3                  | "Neighbors from Hell"                         | Gwyneth Horder-Payton | James Wong                 | 19 tháng 9 năm 2017  | 7ATS03      | 2.25                     |
| 77           | 4                  | "11/9"                                        | Gwyneth Horder-Payton | John J. Gray               | 26 tháng 9 năm 2017  | 7ATS04      | 2.13                     |
| 78           | 5                  | "Holes"                                       | Maggie Kiley          | Crystal Liu                | 3 tháng 10 năm 2017  | 7ATS05      | 2.20                     |
| 79           | 6                  | "Mid-Western Assassin"                        | Bradley Buecker       | Todd Kubrak                | 10 tháng 10 năm 2017 | 7ATS06      | 2.15                     |
| 80           | 7                  | "Valerie Solanas Died for Your Sins: Scumbag" | Rachel Goldberg       | Crystal Liu                | 17 tháng 10 năm 2017 | 7ATS07      | 2.07                     |
| 81           | 8                  | "Winter of Our Discontent"                    | Barbara Brown         | Joshua Green               | 24 tháng 10 năm 2017 | 7ATS08      | 2.06                     |
| 82           | 9                  | "Drink the Kool-Aid"                          | Angela Bassett        | Adam Penn                  | 31 tháng 10 năm 2017 | 7ATS09      | 1.48                     |
| 83           | 10                 | "Charles (Manson) in Charge"                  | Bradley Buecker       | Ryan Murphy & Brad Falchuk | 7 tháng 11 năm 2017  | 7ATS10      | 1.82                     |
| 84           | 11                 | "Great Again"                                 | Jennifer Lynch        | Tim Minear                 | 14 tháng 11 năm 2017 | 7ATS11      | 1.97                     |

### Mùa 8: Tận thế (2018)
| TT. tổng thể | TT. trong mùa phim | Tiêu đề                  | Đạo diễn              | Biên kịch                  | Ngày phát hành gốc   | Mã sản xuất | Người xem tại US (triệu) |
| ------------ | ------------------ | ------------------------ | --------------------- | -------------------------- | -------------------- | ----------- | ------------------------ |
| 85           | 1                  | "The End"                | Bradley Buecker       | Ryan Murphy & Brad Falchuk | 12 tháng 9 năm 2018  | 8ATS01      | 3.08                     |
| 86           | 2                  | "The Morning After"      | Jennifer Lynch        | James Wong                 | 19 tháng 9 năm 2018  | 8ATS02      | 2.21                     |
| 87           | 3                  | "Forbidden Fruit"        | Loni Peristere        | Manny Coto                 | 26 tháng 9 năm 2018  | 8ATS03      | 1.95                     |
| 88           | 4                  | "Could It Be... Satan?"  | Sheree Folkson        | Tim Minear                 | 3 tháng 10 năm 2018  | 8ATS04      | 2.02                     |
| 89           | 5                  | "Boy Wonder"             | Gwyneth Horder-Payton | John J. Gray               | 10 tháng 10 năm 2018 | 8ATS05      | 2.12                     |
| 90           | 6                  | "Return to Murder House" | Sarah Paulson         | Crystal Liu                | 17 tháng 10 năm 2018 | 8ATS06      | 2.01                     |
| 91           | 7                  | "Traitor"                | Jennifer Lynch        | Adam Penn                  | 24 tháng 10 năm 2018 | 8ATS07      | 1.85                     |
| 92           | 8                  | "Sojourn"                | Bradley Buecker       | Josh Green                 | 31 tháng 10 năm 2018 | 8ATS08      | 1.63                     |
| 93           | 9                  | "Fire and Reign"         | Jennifer Arnold       | Asha Michelle Wilson       | 7 tháng 11 năm 2018  | 8ATS09      | 1.65                     |
| 94           | 10                 | "Apocalypse Then"        | Bradley Buecker       | Ryan Murphy & Brad Falchuk | 14 tháng 11 năm 2018 | 8ATS10      | 1.83                     |

### Mùa 9: 1984 (2019)
| TT. tổng thể | TT. trong mùa phim | Tiêu đề             | Đạo diễn              | Biên kịch                  | Ngày phát hành gốc   | Mã sản xuất | Người xem tại US (triệu) |
| ------------ | ------------------ | ------------------- | --------------------- | -------------------------- | -------------------- | ----------- | ------------------------ |
| 95           | 1                  | "Camp Redwood"      | Bradley Buecker       | Ryan Murphy & Brad Falchuk | 18 tháng 9 năm 2019  | 9ATS01      | 2.13                     |
| 96           | 2                  | "Mr. Jingles"       | John J. Gray          | Tim Minear                 | 25 tháng 9 năm 2019  | 9ATS02      | 1.49                     |
| 97           | 3                  | "Slashdance"        | Mary Wigmore          | James Wong                 | 2 tháng 10 năm 2019  | 9ATS03      | 1.34                     |
| 98           | 4                  | "True Killers"      | Jennifer Lynch        | Jay Beattie                | 9 tháng 10 năm 2019  | 9ATS04      | 1.29                     |
| 99           | 5                  | "Red Dawn"          | Gwyneth Horder-Payton | Dan Dworkin                | 16 tháng 10 năm 2019 | 9ATS05      | 1.09                     |
| 100          | 6                  | "Episode 100"       | Loni Peristere        | Ryan Murphy & Brad Falchuk | 23 tháng 10 năm 2019 | 9ATS06      | 1.35                     |
| 101          | 7                  | "The Lady in White" | Liz Friedlander       | John J. Gray               | 30 tháng 10 năm 2019 | 9ATS07      | 1.05                     |
| 102          | 8                  | "Rest in Pieces"    | Gwyneth Horder-Payton | Adam Penn                  | 6 tháng 11 năm 2019  | 9ATS08      | 1.05                     |
| 103          | 9                  | "Final Girl"        | John J. Gray          | Crystal Liu                | 13 tháng 11 năm 2019 | 9ATS09      | 1.08                     |

### Mùa 10: Hai câu chuyện (2021)
| '   |    |                          |                             |                                                           |                      |        |      |
| 104 | 1  | "Cape Fear"              | John J. Gray                | Ryan Murphy & Brad Falchuk                                | 25 tháng 8 năm 2021  | AATS01 | 0.93 |
| 105 | 2  | "Pale"                   | Loni Peristere              | Brad Falchuk & Ryan Murphy                                | 25 tháng 8 năm 2021  | AATS02 | 0.58 |
| 106 | 3  | "Thirst"                 | Loni Peristere              | Brad Falchuk                                              | 1 tháng 9 năm 2021   | AATS03 | 0.70 |
| 107 | 4  | "Blood Buffet"           | Axelle Carolyn              | Brad Falchuk                                              | 8 tháng 9 năm 2021   | AATS04 | 0.61 |
| 108 | 5  | "Gaslight"               | John J. Gray                | Brad Falchuk & Manny Coto                                 | 15 tháng 9 năm 2021  | AATS05 | 0.64 |
| 109 | 6  | "Winter Kills"           | John J. Gray                | Brad Falchuk & Manny Coto                                 | 22 tháng 9 năm 2021  | AATS06 | 0.73 |
| '   |    |                          |                             |                                                           |                      |        |      |
| 110 | 7  | "Take Me to Your Leader" | Max Winkler                 | Brad Falchuk & Kristen Reidel & Manny Coto                | 29 tháng 9 năm 2021  | AATS07 | 0.69 |
| 111 | 8  | "Inside"                 | Tessa Blake                 | Manny Coto & Kristen Reidel & Brad Falchuk                | 6 tháng 10 năm 2021  | AATS08 | 0.48 |
| 112 | 9  | "Blue Moon"              | Laura Belsey & John J. Gray | Kristen Reidel & Manny Coto & Reilly Smith                | 13 tháng 10 năm 2021 | AATS09 | 0.58 |
| 113 | 10 | "The Future Perfect"     | Axelle Carolyn              | Brad Falchuk & Manny Coto & Kristen Reidel & Reilly Smith | 20 tháng 10 năm 2021 | AATS10 | 0.58 |

### Mùa 11:Thành phố New York(2022)
| TT. tổng thể | TT. trong mùa phim | Tiêu đề                      | Đạo diễn       | Biên kịch                                | Ngày phát hành gốc   | Mã sản xuất | Người xem tại US (triệu) |
| ------------ | ------------------ | ---------------------------- | -------------- | ---------------------------------------- | -------------------- | ----------- | ------------------------ |
| 114          | 1                  | "Something's Coming"         | John J. Gray   | Ryan Murphy & Brad Falchuk               | 19 tháng 10 năm 2022 | BATS01      | 0.38                     |
| 115          | 2                  | "Thank You For Your Service" | Max Winkler    | Ned Martel & Charlie Carver & Manny Coto | 19 tháng 10 năm 2022 | BATS02      | 0.28                     |
| 116          | 3                  | "Smoke Signals"              | John J. Gray   | Brad Falchuk & Manny Coto                | 26 tháng 10 năm 2022 | BATS03      | 0.38                     |
| 117          | 4                  | "Black Out"                  | Jennifer Lynch | Ned Martel & Charlie Carver              | 26 tháng 10 năm 2022 | BATS04      | 0.28                     |
| 118          | 5                  | "Bad Fortune"                | Paris Barclay  | Our Lady J & Jennifer Salt               | 2 tháng 11 năm 2022  | BATS05      | 0.27                     |
| 119          | 6                  | "The Body"                   | John J. Gray   | Brad Falchuk & Manny Coto & Our Lady J   | 2 tháng 11 năm 2022  | BATS06      | 0.19                     |
| 120          | 7                  | "The Sentinel"               | Paris Barclay  | Our Lady J & Manny Coto                  | 9 tháng 11 năm 2022  | BATS07      | 0.27                     |
| 121          | 8                  | "Fire Island"                | Jennifer Lynch | Ned Martel & Charlie Carver & Our Lady J | 9 tháng 11 năm 2022  | BATS08      | 0.15                     |
| 122          | 9                  | "Requiem 1981/1987 Phần 1"   | Our Lady J     | Our Lady J                               | 16 tháng 11 năm 2022 | BATS09      | 0.28                     |
| 123          | 10                 | "Requiem 1981/1987 Phần 2"   | Jennifer Lynch | Ned Martel & Charlie Carver              | 16 tháng 11 năm 2022 | BATS10      | 0.19                     |

## Ratings
| Mùa | Mùa                | Số tập | Số tập | Số tập | Số tập | Số tập | Số tập | Số tập | Số tập | Số tập | Số tập | Số tập | Số tập | Số tập |
| Mùa | Mùa                | 1      | 2      | 3      | 4      | 5      | 6      | 7      | 8      | 9      | 10     | 11     | 12     | 13     |
| --- | ------------------ | ------ | ------ | ------ | ------ | ------ | ------ | ------ | ------ | ------ | ------ | ------ | ------ | ------ |
|     | Nhà sát nhân       | 3.18   | 2.46   | 2.59   | 2.96   | 2.74   | 2.83   | 3.06   | 2.81   | 2.85   | 2.54   | 2.59   | 3.22   | N/A    |
|     | Nhà điên           | 3.85   | 3.06   | 2.47   | 2.65   | 2.78   | 1.89   | 2.27   | 2.36   | 2.22   | 2.21   | 2.51   | 2.30   | 2.29   |
|     | Hội phù thủy       | 5.54   | 4.51   | 3.78   | 3.71   | 3.80   | 4.16   | 4.00   | 4.07   | 3.94   | 3.49   | 3.46   | 3.35   | 4.24   |
|     | Gánh xiếc quái dị  | 6.13   | 4.53   | 4.44   | 4.51   | 4.22   | 3.65   | 3.91   | 3.30   | 3.07   | 2.99   | 3.11   | 2.94   | 3.27   |
|     | Khách sạn          | 5.81   | 4.06   | 3.20   | 3.04   | 2.87   | 2.64   | 2.64   | 2.31   | 2.14   | 1.85   | 1.84   | 2.24   | N/A    |
|     | Thuộc địa Roanoke  | 5.14   | 3.27   | 3.08   | 2.83   | 2.82   | 2.48   | 2.62   | 2.20   | 2.43   | 2.45   | N/A    | N/A    | N/A    |
|     | Hội kín            | 3.93   | 2.38   | 2.25   | 2.13   | 2.20   | 2.15   | 2.07   | 2.06   | 1.48   | 1.82   | 1.97   | N/A    | N/A    |
|     | Tận thế            | 3.08   | 2.21   | 1.95   | 2.02   | 2.12   | 2.01   | 1.85   | 1.63   | 1.65   | 1.83   | N/A    | N/A    | N/A    |
|     | 1984               | 2.13   | 1.49   | 1.34   | 1.29   | 1.09   | 1.35   | 1.05   | 1.05   | 1.08   | N/A    | N/A    | N/A    | N/A    |
|     | Hai câu chuyện     | 0.93   | 0.58   | 0.70   | 0.61   | 0.64   | 0.73   | 0.69   | 0.48   | 0.58   | 0.58   | N/A    | N/A    | N/A    |
|     | Thành phố New York | 0.38   | 0.28   | 0.38   | 0.28   | 0.27   | 0.19   | 0.27   | 0.15   | 0.28   | 0.19   | N/A    | N/A    | N/A    |